# Mohammed Abou el-Kassem Zouaï
Mohammed Abou el-Kassem Zouaï, né le 14 mai 1952, est un homme politique libyen.

## Biographie
Secrétaire à la Justice, puis ambassadeur de la Libye au Royaume-Uni, il est, du 26 janvier 2010 au 23 août 2011, secrétaire général du Congrès général du peuple, soit chef de l'État en titre de la Jamahiriya arabe libyenne. Il succède à Mubarak al-Shamikh ; comme ses prédécesseurs, il ne joue qu'un rôle secondaire en regard de celui du « Guide de la révolution », et véritable dirigeant du régime, Mouammar Kadhafi.
À partir de février 2011, le pouvoir du colonel Kadhafi est fortement remis en cause par le développement d'une insurrection débouchant rapidement sur une guerre civile. Les rebelles prennent la capitale Tripoli le 23 août 2011.
Mouammar Kadhafi quitte la capitale et le président du Conseil national de transition, Moustafa Abdel Jalil devient, de facto, le nouveau chef de l'État. Mohamed Abou el-Kassim Zouaï est quant à lui mis en détention par les nouvelles autorités libyennes, après s'être livré pour garantir sa propre protection.